# Пристінок

Станція Пристінок: фото платформи і прилеглих біотопів

Залізничний міст і степ перед станцією Пристінок

Пристінок — залізнична станція на Донецькій залізниці, на півдні Луганської області, в межах північних відрогів Донецького кряжу.
Код станції: 505136

## Рух потягів
Розклад руху: 
Через станцію проходить два потяги: 
- Вільхова - Ізварине (бл. 9:00-9:10)
- Ізварине - Луганськ - Попасна (бл. 14:10-14:20)

## Розташування
Станція розташована на ділянці:
"З.П. ГЛАФІРІВКА" — "СІМЕЙКИНЕ", 
між зупинними платформами "З.П. 135 КМ" та "З.П. 140 КМ".
Станція розташована прямо на околиці села Першозванівка, з його південного краю.
На південь від станції розташовані степові ділянки, які перерізає ротужна балка з невеличким (бл. 3 м ширини) водотоком, місцями заросла лісом. Черед цю балку побудовано залізничний міст, який знаходиться за 100 м на схід від станції.
Будівля станції капітальна, заколочена, вибілена. Найближчий від станції транспорт (маршрутні автобуси) зупиняється в с. Першозванівка на віддалі бл. 2-3 км від станції.